# 리카르도 가레카
리카르도 알베르토 가레카 나르디(스페인어: Ricardo Alberto Gareca Nardi, 1958년 2월 10일 ~ )는 아르헨티나의 전직 축구 선수 및 현 축구 감독으로 현재 칠레 축구 국가대표팀의 감독을 맡고 있으며 페루 축구 국가대표팀 역사상 최장수 사령탑으로도 알려져 있다.

## 선수 시절

### 클럽 경력
1978년 보카 주니어스에서 데뷔하여 1984년까지 팀의 주축 공격수로 130경기 64골을 기록했고 1981년에는 CA 사르미엔토로 임대 이적하여 33경기 13골을 터뜨리는 맹활약을 펼쳤다.
그 뒤 1985년 리베르 플라테로 이적하여 12경기 4골을 기록했고 이후 콜롬비아 카테고리아 프리메라 A 소속팀인 아메리카 데 칼리로 이적하여 53경기 31골을 퍼부으며 칼리의 2회 연속 리그 우승을 안겼고 1989년 벨레스 사르스피엘드 이적을 통해 고국으로 돌아와 118경기 24골을 기록했으며 1993년 CA 인데펜디엔테로 이적하여 41경기 11골을 기록하면서 아르헨티나 1부 리그 1994 클라우수라 시즌 우승, 1994년 수페르코파 수다메리카나 우승을 맛본 뒤 현역 은퇴를 선언했다.

### 국가대표팀 경력
1981년 1974년 FIFA 월드컵 3위팀인 폴란드와의 친선 경기에서 국제 A매치 데뷔전을 치른 이후 1986년까지 20경기 5골을 기록했다.

## 지도자 경력

### 리그팀
1996년 CA 타예레스의 감독으로 지도자로서의 첫 커리어를 시작한 이후 2014년까지 아르헨티나, 콜롬비아, 페루, 브라질 등의 여러 프로팀을 지휘했고 특히 타예레스의 감독으로 1997-98 시즌 아르헨티나 2부 리그 우승, 1999년 코파 CONMEBOL 우승을 이끌었고 우니베르시타리오 데 데포르테스의 감독으로 페루 1부 리그 2008 아페르투라 시즌 우승, 벨레스 사르스피엘드의 감독으로 아르헨티나 1부 리그 3회 우승(2009 클라우수라, 2011 클라우수라, 2012 인시알) 등의 성과를 남겼다.

### 페루 축구 국가대표팀
2015년 페루 축구 국가대표팀의 사령탑으로 선임되어 페루의 36년만의 월드컵 본선 진출을 이끈 뒤 호주와의 2018년 FIFA 월드컵 C조 최종전에서도 2-0 완승을 거두며 이란과의 1978년 FIFA 월드컵 4조 조별리그 최종전에서 4-1 대승을 거둔 이후 40년만의 페루의 월드컵 본선 승리를 이끌었다.
그리고 코파 아메리카에서도 2015년 대회 3위, 2019년 대회 준우승, 2021년 대회 4위 등의 성과를 이끌었지만 호주와의 2022년 FIFA 월드컵 예선 대륙간 플레이오프 승부차기에서 2-4로 패하며 2회 연속 월드컵 본선 진출 도전에 실패한 직후 7년간의 페루 대표팀과의 동행을 마무리했다.

## 수상 내역

### 선수
아메리카 데 칼리
- 카테고리아 프리메라 A : 우승 2회 (1985, 1986)

 CA 인데펜디엔테
- 아르헨티나 프리메라 디비시온 : 우승 1회 (1994 클라우수라)
- 수페르코파 수다메리카나 : 우승 1회 (1994)

### 지도자
CA 타예레스
- 프리메라 B 나시오날 : 우승 1회 (1997-98)
- 코파 CONMEBOL : 우승 1회 (1999)

 우니베르시타리오 데 데포르테스
- 페루 프리메라 디비시온 : 우승 1회 (2008 아페르투라)

 벨레스 사르스피엘드
- 아르헨티나 프리메라 디비시온 : 우승 3회 (2009 클라우수라, 2011 클라우수라, 2012 인시알)

 페루
- 코파 아메리카 : 3위 (2015), 준우승 (2019)